# Vlag van Región Autónoma de la Costa Caribe Sur

Vlag van Región Autónoma de la Costa Caribe Sur

De vlag van Región Autónoma de la Costa Caribe Sur is het officiële symbool van de Región Autónoma de la Costa Caribe Sur, een autonome regio in Nicaragua waar vooral Miskito-indianen wonen.

## Ontwerp
De vlag bestaat uit drie even hoge horizontale banen in blauw, wit en groen, met aan de hijszijde een rode driehoek. In het midden van de witte baan staan zes gouden sterren in een boog.